# Remigiusz Grzela
Remigiusz Grzela (ur. 16 maja 1977 w Starogardzie Gdańskim) – polski prozaik, poeta i dramaturg.

## Życiorys
Ukończył studia na Wydziale Dziennikarstwa i Nauk Politycznych Uniwersytetu Warszawskiego. 
Współpracował z Teatrem Polonia Krystyny Jandy. Jest stypendystą Ministra Kultury i Dziedzictwa Narodowego (2007, 2013). W latach 2007–2011 był kierownikiem literackim Teatru Na Woli im. Tadeusza Łomnickiego. Od stycznia 2019 jest kierownikiem literackim Teatru Żydowskiego im. Estery Rachel i Idy Kamińskich. Jest kierownikiem literackim Festiwalu Warszawa Singera. 
Publikował w paryskiej „Kulturze”, w „Literaturze”, „Kinie”, w prasie zagranicznej. Był związany z Polskim Radiem i pracował dla telewizji. Swoje wywiady publikuje najczęściej w „Gazecie Wyborczej” i miesięczniku „Zwierciadło”, gdzie ma stały cykl rozmów. Jego rozmowy z Anną Prucnal i Normą Bosquet, sekretarką Marleny Dietrich, które ukazały się w „Gazecie”, były nominowane do nagrody Grand Press 2005 i ukazały się w książce „Grand Press. Dziennikarskie hity 2005”. Rozmowa z sekretarką Marleny Dietrich znalazła się też w finale prestiżowej Nagrody im. Barbary N. Łopieńskiej 2006, rozmowy z Henryką Krzywonos – publikowana w miesięczniku „Zwierciadło” i Aliną Świdowską – publikowana w Wysokich Obcasach „Gazety Wyborczej” znalazły się w finale tej nagrody za 2010 rok, zaś rozmowy z Wandą Wiłkomirską i Julią Hartwig – publikowane w książce „Wolne” znalazły się w finale tej nagrody za 2012 rok. Laureat Wierzyczanki 2007, nagrody prezydenta Starogardu Gdańskiego w dziedzinie kultura.
W „Gazecie Wyborczej” prowadził cykl otwartych dla publiczności rozmów z twórcami „Teatr, Muzyka, Kino w Gazeta Cafe”, od początku działania cyklu byli to m.in.: Emmanuelle Seigner, Václav Havel, Peter Weir, Andrzej Wajda, Jerzy Jarocki, Janusz Morgenstern, Krzysztof Warlikowski, Grzegorz Jarzyna, Mariusz Treliński, Agnieszka Holland, Jerzy Skolimowski, Janusz Gajos, Barbara Krafftówna, Andrzej Seweryn, Marian Kociniak, Krystyna Janda, Roman Gutek, Ryszard Bugajski, Jerzy Pilch, Iwan Wyrypajew, Marcin Wrona, Paweł Sala, Borys Lankosz, Agnieszka Glińska, Jerzy Stuhr, Robert Więckiewicz, Jean-Claude Carriere, Aleksandra Kurzak, Daniel Olbrychski, Wojciech Smarzowski, Agata Kulesza, Marcin Dorociński, Bogusław Linda, Władysław Pasikowski.
W Teatrze Żydowskim cykl spotkań „Bagaże kultury”, w którym brali udział m.in. Agnieszka Holland, Feliks Falk, Zofia Posmysz, Danuta Szaflarska, Józef Hen, Julia Hartwig, Bieta Ficowska, Andrzej Wajda, Barbara Krafftówna, Andrzej Seweryn, Ignacy Gogolewski, Olga Lipińska, Jan Matyjaszkiewicz, Barbara Hoff, Wanda Warska, Wojciech Karolak, Jan Englert, Andrzej Kotkowski, Anda Rottenberg, Krzysztof Materna, Izabella Cywińska, Jadwiga Jankowska-Cieślak, Danuta Stenka, Krzysztof Kowalewski, Marta Lipińska, Daniel Passent, Marian Opania, Konstanty Gebert, Robert Więckiewicz, Jerzy Kisielewski, Zofia Kucówna, Ewa Błaszczyk, Janusz Zaorski, Michael Schudrich, Halina Szpilman, Krzysztof Jakowicz, Jerzy Hoffman, Teresa Budzisz-Krzyżanowska, Stanisława Celińska, Sabina Baral, Krystyna Janda, Andrzej Krakowski.
Jest inicjatorem Nagrody poetyckiej Dżonka im. Stachy Zawiszanki, przyznawanej w czasie krakowskich targów książki (jej laureatami byli Krzysztof Siwczyk, Joanna Wajs, Tomasz Pułka, Michał Murowaniecki). Od początku istnienia Ogólnopolskiego Konkursu im. Andrzeja Żurowskiego na Recenzje Teatralne dla Młodego Krytyka zasiada w jego Kapitule. Jest też jurorem Międzynarodowego Konkursu im. Szymona Szurmieja na Dramat Współczesny o Tematyce Żydowskiej.
24 listopada 2023 roku miała premierę piosenka "Tańczę życie" z jego tekstem i muzyką Adama Abramka, którą zaśpiewał Michał Hochman. Teledysk do piosenki zrealizowała w USA Roxana Baldovin. Był to ostatni występ Michała Hochmana przed śmiercią. Piosenka pojawiła się później na dwupłytowym cd "Dla Was śpiewałem" (2025) i kolekcjonerskiej płycie winylowej "Moja wędrówka", opublikowanej w limitowanej edycji, numerowanej i podpisanej przez malarza Andrzeja Fogtta, który zaprojektował jej okładkę. 

## Nagrody
19 kwietnia 2017, w 74. rocznicę wybuchu powstania w getcie warszawskim „Stowarzyszenie Żydów Kombatantów i Poszkodowanych w II Wojnie Światowej” przyznało mu na wniosek „Stowarzyszenia Dzieci Holocaustu” w Polsce i „Fundacji Shalom” medal honorowy „Powstanie w Getcie Warszawskim” za „kultywowanie pamięci o oporze i walce Żydów z faszyzmem niemieckim podczas II wojny światowej, zwalczanie przejawów dyskryminacji rasowej, ksenofobii i antysemityzmu oraz upowszechnianie wiedzy o kulturze i historii Żydów”. 
21 października wspólnie z Ewą Błaszczyk otrzymał Nagrodę Literacką im. Leopolda Staffa za spektakl „Oriana Fallaci. Chwila, w której umarłam”
W październiku 2018 Wyd. Prószyński i S-ka w trakcie krakowskich targów książki odebrało Grand Prix w kategorii „wydarzenie wydawnicze” za jego książkę „Podwójne życie reporterki. Fallaci. Torańska” przyznane przez OZGRAF.
W styczniu 2022 roku otrzymał honorowy Medal za Zasługi z okazji 100. rocznicy powrotu Starogardu Gdańskiego do Polski przyznany przez Prezydenta Miasta i Radę Miasta Starogard Gdański. 
11 stycznia 2025 roku został Ambasadorem Fundacji i kampanii Cała Polska czyta dzieciom.  

## Twórczość

### Książki
Autor i współautor książek:
- Rozum spokorniał – Rozmowy z twórcami kultury (2000)
- Nauka a polityka – Dziwne losy filozofii prawa w Polsce (2001, 2010)
- Chełmska 21 (2001)
- Bagaże Franza K., czyli podróż której nigdy nie było (2004) – książka faktu opowiadająca o żydowskich aktorach zaprzyjaźnionych z Franzem Kafką oraz kobiecie jego życia – Dorze Diamant (na jej podstawie powstał spektakl Teatru Żydowskiego „Circus Kafka” w reż. Michała Walczaka[13])
- Psychotest, czyli antologia dramatów na temat HIV/AIDS (2005)
- Bądź moim Bogiem (2007, 2017) – powieść inspirowana losem Wiery Gran, wydawnictwo WAB (słuchowisko Pieśń ujdzie cało na motywach tej powieści zrealizował w 2016 roku w Teatrze Polskiego Radia Marcin Przybylski, a zagrali w nim m.in. Barbara Krafftówna, Teresa Budzisz-Krzyżanowska, Monika Węgiel, Marcin Hycnar); 2017 Wyd. Prószyński i S-ka
- Oczy Brigitte Bardot (2008) – dramat, wydawnictwo Teatru Na Woli im. Tadeusza Łomnickiego
- Hotel Europa. Rozmowy (2009) – Wyd. Prószyński i S-ka
- Spełniony. Z Marianem Kociniakiem rozmawia Remigiusz Grzela (2010) – Wydawnictwo Trio i Teatr Na Woli im. Tadeusza Łomnickiego
- Wolne (2012) – rozmowy, Wydawnictwo Krytyki Politycznej (po rozmowę z Teresą Nawrot z tej książki sięgnęli Karol Radziszewski i Dorota Sajewska w projekcie RE//MIX: Jerzy Grotowski, a także w filmie Książę; Teresę Nawrot zagrała w nim Agnieszka Podsiadlik)
- Było, więc minęło. Joanna Penson – dziewczyna z Ravensbrück, kobieta Solidarności, lekarka Wałęsy (2013, 2016) – PWN (nominacja do nagrody Newsweeka im. Teresy Torańskiej)
- Złodzieje koni (2014) – powieść, Wydawnictwo Studio Emka
- Wybór Ireny (2014) – biografia Ireny Gelblum/Waniewicz/Conti Di Mauro – PWN
- Obecność. Rozmowy (2015)
- To, co najważniejsze. Irena Jun i Stanisław Brudny. Rozmowy – Wydawnictwo Teatru Studio (2015)
- Krafftówna w krainie czarów. Z Barbarą Krafftówną rozmawia Remigiusz Grzela (2016) – Prószyński i S-ka
- Podwójne życie reporterki. Fallaci. Torańska (2017) – Prószyński i S-ka (tytuł „Książki roku 2017” przyznany przez „Magazyn literacki Książki”)
- Mała nocna muzyka. Gwiezdne skrzypce Wandy Wiłkomirskiej (2019) – PWM Polskie Wydawnictwo Muzyczne (dla dzieci 8–12 lat)
- Z kim tak ci będzie źle jak ze mną? Historia Kaliny Jędrusik i Stanisława Dygata (2020) – Wydawnictwo Otwarte
- Trzy życia Ireny Gelblum (2023) – Wydawnictwo Bellona[14]
- Poszukiwany Franz Kafka (2025) - Wydawnictwo Lira[15]

### Tomiki wierszy
Tomiki wierszy Świat banalny (1998) i Drzewa wierzą naprawdę (2001; ze wstępem ks. Jana Twardowskiego i posłowiem Ireny Conti di Mauro). Jego wiersze przetłumaczono na języki: norweski, hebrajski, włoski i angielski. Opowiadania drukowały pisma literackie. Tom niepublikowanych wierszy „Nadziemie” ukazał się w formie audiobooka na kanale podcastu „Drozdowisko”.

### Dramaty
Jest autorem dramatów:
- Na gałęzi – inspirowany postacią Oriany Fallaci.
- Biografia (realizacja Teatr Polskiego Radia, reż. Janusz Kukuła, obsada: Grażyna Barszczewska, Krzysztof Gosztyła, Grzegorz Damięcki) – młody dziennikarz zostaje wynajęty przez zapomnianą gwiazdę filmową i jej męża reżysera do napisania ich biografii.
- Uwaga – złe psy! (realizacja Teatr Wytwórnia, Teatr na Woli, Teatr Studio, reż. Michał Siegoczyński, obsada: Małgorzata Rożniatowska; Grand Prix Ogólnopolskiego Przeglądu Monodramu Współczesnego 2006; Grand Prix i Nagroda Dziennikarzy dla Małgorzaty Rożniatowskiej na 46. Festiwalu Sztuki Aktorskiej w Kaliszu; Główna Nagroda Aktorska dla Małgorzaty Rożniatowskiej XII Ogólnopolskiego Konkursu na wystawienie polskiej sztuki współczesnej, organizowanego przez Ministerstwo Kultury, Teatr Narodowy i Związek Artystów Scen Polskich; Nagroda Aktorska dla Małgorzaty Rożniatowskiej na 5. Festiwalu Prapremier Teatralnych w Bydgoszczy, a także Nagroda Wojewody Dolnośląskiego i Polskiego Radia Wrocław na 40. Międzynarodowych Wrocławskich Spotkaniach Teatrów Jednego Aktora, WROSTJA; nagroda dla Małgorzaty Rożniatowskiej: „Indywidualność Artystyczna Festiwalu” na XLII Przeglądzie Małych Form Kontrapunkt 2007 w Szczecinie; przekłady na języki francuski i angielski)- spowiedź Anity Szaniawskiej, schizofrenicznej żony Jerzego Szaniawskiego.
- Naznaczeni (realizacja Teatr Polskiego Radia, reż. Piotr Łazarkiewicz, obsada: Maria Ciunelis, Elżbieta Kijowska, Marta Chodorowska, Mariusz Szczygieł; realizacja TVP Kultura, obsada: Tomira Kowalik, Urszula Dudziak; reż. Remigiusz Grzela, reż. obrazu Łukasz Barczyk; przekłady na angielski, niemiecki i włoski) – inspirowany postacią Dory Diamant, opowiada relację Dory i jej córki, Franciszki.
- SM – pierwszy polski dramat dotykający trudnego problemu eutanazji
- Błękitny diabeł – monodram napisany na jubileusz 60-lecia pracy artystycznej Barbary Krafftówny (prapremiera 24 października 2006, Teatr Muzyczny w Gdyni, premiera Teatr Narodowy, 20 listopada 2006, reż. Barbara Krafftówna i Józef Opalski; przekład na język francuski) – dramat o ostatnich latach Marleny Dietrich.
- Bigamista – komedia – makijażysta w zakładzie pogrzebowym plus dwie jego żony.
- First Lady – dramat o pierwszej agentce SB (prapremiera w Teatrze Radia TOK FM 12 stycznia 2009, Reżyseria: Andrzej Piszczatowski; Muzyka: Jan Duszyński; Obsada: Sławomira Łozińska, Jan Pęczek, Ewa Dałkowska, Zygmunt Sierakowski, Paulina Holtz, Sławomir Pacek, Jacek Braciak, Ewa Wawrzoń, Marcin Troński, Maria Robaszkiewicz, Antonina Girycz, Krzysztof Kowalewski, Anna Dereszowska, Andrzej Piszczatowski; publikacja sztuki w „Dialogu” nr 1/2009)
- Oczy Brigitte Bardot (realizacja Teatr na Woli, reż. Maciej Kowalewski, muzyka: Bartosz Dziedzic, scenografia: Piotr Rybkowski, światło: Piotr Rybkowski, Andrzej Król, kostiumy: Katarzyna Lewińska, obsada: Barbara Krafftówna, Marian Kociniak, prapremiera 5 grudnia 2008; przekład na język angielski i czeski – komedia napisana na 80. urodziny Barbary Krafftówny. Za tę rolę Barbara Krafftówna została nominowana do nagrody im. Kamila Cypriana Norwida; realizacja Teatr Polskiego Radia, reż. Kamil Maria Małynicz, obsada: Ewa Wiśniewska, Arkadiusz Janiczek, premiera 5 marca 2023[17])
- Oriana Fallaci. Chwila, w której umarłam – monodram (realizacja Teatr Studio, wykonanie i reżyseria Ewa Błaszczyk, muzyka Jacek Grudzień, w prapremierze 24 listopada 2017 wziął udział siostrzeniec Oriany Fallaci, Edoardo Perazzi z żoną Alessandrą Ricci). Spektakl zrealizował także Teatr Telewizji inaugurując nim Scenę Monodramu[18].
- Nieostrość widzenia – monodram (realizacja Teatr Kwadrat, wykonanie Ewa Ziętek, reżyseria Wawrzyniec Kostrzewski, oprawa muzyczna Piotr Łabonarski, prapremiera 9 kwietnia 2022; spektakl opowiada o życiu niewidomej aktorki Zofii Książek-Bregułowej)[19].

Przełożył sztukę „Jentl” Isaaca Bashevisa Singera i Leah Napolin, której premiera odbyła się 26 listopada 2021 roku w Teatrze Żydowskim w Warszawie w reż. Roberta Talarczyka z muzyką Hadriana Filipa Tabęckiego.

## Film
Jest współautorem trzyodcinkowego dokumentu dla TVN „Polska Jasienicy” a także filmu kinowego „Krafftówna w krainie czarów” w reż. Macieja Kowalewskiego i Piotra Konstantinowa. Film nawiązuje do jego książki o tym samym tytule. Jest jego scenarzystą i producentem kreatywnym. Film otrzymał nagrodę Best Document about a Person na festiwalu Best Documentary Award 2022 w Londynie.